# 이종걸 (1979년)
이종걸(1978년 ~ )은 대한민국의 동성애자 인권 운동가, 시민운동가이자 뮤지컬 배우, 칼럼니스트이다. 게이 인권 단체 친구사이의 활동가, 사무국장을 역임했다. 게이 합창단 지-보이스(G_Voice)의 멤버이기도 하다. 2003년 게이 합창단 지-보이스에 가입하여 단원이 된 뒤 바로 단장이 되었으며, 2006년부터는 정식으로 데뷔하였다. 그 밖에 학생인권조례 성소수자 공동행동 등에도 참여하여 활동하였다.

## 활동

### 친구사이 가입과 지보이스 활동
2003년 친구사이의 활동가가 되었으며, 동시에 친구사이의 소모임으로 출발한 지-보이스 합창단의 단원이 되었다. 지-보이스는 친구사이의 멤버 코러스보이가 창립한 것으로 "친구사이의 문턱을 낮추려고 2003년 태어났다." 한다.
합창단의 매력에 빠진 이종걸은 친구사이의 문을 두드렸다. 그는 “게이 포털사이트 ‘이반시티’에서 보고 두번째 연습부터 참여했어요. 자연히 친구사이에도 참여하게 되면서 공개적으로 활동하게 됐고요.” 노래 부르다 진성 게이 인권활동가가 된 이종걸씨는 2011년부터 사무국장을 겸하게 됐다.

### 친구사이 활동
2003년 지-보이스(G_Voice)에 매력을 느껴 친구사이의 활동가가 된 뒤, 친구사이 상근간사가 되고, 2010년에는 인권팀장이 되었다.
2003년 그는 지-보이스의 단장이 되어 겸임했다. 그는 언론 인터뷰에서 지-보이스의 취지에 대해 "무엇보다 공연을 통해 자신을 대중 앞에 드러냄으로써 게이로서의 당당한 자긍심을 느끼고, 대중에게는 긍정적인 이미지를 줄 수 있다는 점이 이 합창단의 특징"이라고 설명하기도 했다. 2006년 12월 16일 정식으로 데뷔, 남성 동성애자 코러스 모임 '지_보이스'의 첫 번째 정기공연을 개최했다. 그는 "스스로 자긍심을 높이면서 다른 사람들에게 우리 감수성을 알리는 데 합창만 한 것이 없었다"라고 밝혔다. 하나 둘 모인 단원들은 매주 일요일 종로구 묘동 친구사이 사무실에 모여 화음을 맞췄다. 그렇게 시작된 지_보이스는 인권 행사 등에 불려가 노래를 부르다가 2006년부터는 매년 한 번씩 정기 공연을 벌이기 시작했다.
2014년 현재 그는 테너1 파트의 파트장을 맡고 있다.

### 동성애자 인권 운동 초기

#### 성 소수자 표현 예술작품 옹호
2010년 2월 방송통신위에서는 영화 친구사이?를 청소년 관람불가로 지정했다. 2월 4일부터 그는 오전 서초동 서울행정법원 앞에서 열린 영화 '친구사이?'(감독 김조광수) 청소년 관람불가 결정 행정 취소 처분을 위한 기자회견을 하고 기자회견문을 낭독하였다. 이후 그는 이에 맞서 청소년 관람불가 취소 운동을 주도했고, 18세 이상 관람가로 내려갔다가 얼마 뒤 15세 이상 관람가로 다시 내려갔다.
그 해에는 동성애 관련 드라마와 영화 등 작품 상영을 반대하는 의견에 맞서 이를 옹호하며 반박했다. 방송, 매체에서의 성적 소수자 관련 작품 상영에 대해 이종걸 한국게이인권운동단체인 '친구사이' 인권팀장은 "다양한 사람의 목소리를 듣고 보여주는 것이 지상파의 역할"이라며 "사회 곳곳의 성적 소수자에 대한 근거 없는 혐오와 편견을 깨는 데 긍정적인 역할을 하고 있다."라고 평가했다. 성적 소수자의 취향을 인정하고 성적 다양성이 자연스럽게 공존하는 사회가 되기 위해 필요한 과정을 드라마가 제공하고 있다는 것이다. 2010년 5월 한겨레21과의 인터뷰에서 이종걸 친구사이 인권팀장은 “김수현 작가의 드라마를 통해서 좀더 평범한 이들이 동성애자를 제대로 알게 되는 긍정적인 면이 있다”면서도 “시청자 게시판 등에 올라오는 반발을 보면서 잠복돼 있던 동성애 혐오증이 얼마나 거대한지도 함께 느낀다”고 밝혔다.
2010년 5월에는 영화 인생은 아름다워 상영 이후 일부 단체에서 상영중지 운동을 벌이자 이를 반박하였다. 바른성문화를위한국민연합(바성연), 참교육어머니전국모임, 동성애허용반대국민연합 등은 “동성애자의 에이즈 감염확률이 일반인의 700배에 달하는데 ‘인생은 아름다워’가 동성애를 조장하고 있다”고 비판하였다. 이종걸 친구사이(남성 동성애자 인권모임) 인권팀장은 “‘에이즈=동성애’와 같은 주장은 사실 관계도 맞지 않을 뿐더러 지독한 동성애 혐오를 담고 있다”며 “워낙 주장이 황당해서 대응할 가치도 없다”고 반박했다.

#### 친구사이 사무국장 취임 초기
2011년 친구사이 사무국장이 되었다. 그해 학생인권조례 성소수자 공동행동에도 참여하여 활동하였다.
2011년 4월 22일 씨네21북스 편집위원회 위원이 되다. 이때 그는 "성 소수자에게는 성적 지향이 자신을 이해하는데 대단히 중요한 사항이라고 강조"하면서 "이런 이들에게는 자신의 다름을 받아들이고 이를 긍정하면서 생기는 '연대 의식', '형제애'가 있다"고 하였다.
2011년 11월 2일부터 서울대 미대와 미술관에서 진행되고 있는 미대 졸업전시회에서 디자인학부 시각디자인 전공인 A씨는 '이성애 권장 반동성애 캠페인'이라는 제목의 전시물을 내걸었다. 이 작품은 '학내 동성애자 동아리 홍보 포스터에 동성애에 의문을 제기하는 문구가 새겨진 도장 찍기', '아이는 남자인 아버지와 여자인 어머니 사이에서 태어난다는 메시지를 표현하는 티셔츠 제작'등 A씨가 한 학기 동안 진행한 '이성애 권장 반동성애' 관련 활동 기록을 모은 것이다.
그는 기획 의도를 밝힌 글에서 "최근 영화, 만화, 소설 등 각종 미디어를 중심으로 빠르고 광범위하게 확산되어가고 있는 동성애에 대한 긍정적 인식에 작은 제동을 걸고자 시작된 캠페인"이라며 "모든 생명은 남녀의 합으로부터 오기 때문에 이성애를 권장한다"고 주장했다. 이종걸 사무국장은 "유엔 자유권 조약에 따르면 차별과 적대, 폭력을 야기하는 차별적 표현은 표현의 자유로 보장 받을 수 없다"며 "표현의 자유도 무제한적인 것이 아니다"라고 비판했다.
2011년 11월 25일 인권단체연석회의, 국가인권위제자리찾기공동행동(공동행동)은 인권위 설립 10주년 기념식이 열리는 프레스센터 국제회의장에 방문해 현병철 인권위원장 사퇴를 촉구하는데 참여하였다. 그러나 장애인·인권단체 대표들은 모두 국가인권위원회(이하 인권위)설립 10주년 행사장에서 쫓겨났다. 이때 그는“차별을 방치하고 동성애를 혐오의 대상으로 몰아가는 인권위는 차별을 조장한다”며 인권위가 제 역할을 못하고 있다고 밝혔다. 그는 또 “인권위는 종교단체 등이 성소수자들을 차별하는 혐오발언을 했어도 아무런 이야기가 없었다. 성적 지향은 보편적 인권이며, 성적소수자차별금지법을 제정할 수 있도록 해야 한다.”고 밝혔다.

#### 성 소수자 인권 운동
2011년 12월 8일 전국 44개 인권단체로 구성된 인권단체연석회의는 서울 청계광장에서 올해로 63주년을 맞은 세계인권선언일을 기념하는 기자회견을 열었다. 이종걸 활동가는 “한국사회 가장 차별받는 집단이 성소수자”라며 “당당하게 앞으로 나와서 소중한 인권 알리기 위해 노력할 것”이라 했다.
2012년 4월 3일 오전 11시 서울 영등포구 여의도에 모인 동성애자인권연대 등 성소수자 단체 들은 '19대 국회, 성소수자 인권 실현을 위한 첫걸음'이란 기자회견에 참여하였다. 당시 이종걸 사무국장은 "지난 2011년 6월 한국은 성적지향과 성별정체성에 대한 결의안에 찬성한 국가지만 현실은 그렇지 않았다"며 "현 정부와 18대 국회와는 달리 19대 국회는 성소수자 이슈를 논의하는데 주저하지 말아야한다"고 주장했다.
이어 4.11 총선 후보자들에게 성소수자 친화적인 의료, 주거 등의 사회정책, 성소수자 노동권 보장제도, 성소수자 인권 존중을 위한 교육 제도 등에 대한 관심을 촉구했다. 그는 "지난 2011년 6월 한국은 성적지향과 성별정체성에 대한 결의안에 찬성한 국가지만 현실은 그렇지 않았다"며 "현 정부와 18대 국회와는 달리 19대 국회는 성소수자 이슈를 논의하는데 주저하지 말아야한다"고 주장했다.
2012년 5월 10일 버락 오바마 미국 대통령이 동성결혼을 지지한다고 선언하였다. 친구사이의 이종걸 사무국장은 “동성애자들의 실제적인 필요에 귀를 기울여 이에 맞는 입장을 표명해준 오바마 대통령의 발언을 환영하며, 국내에서도 동성간의 결혼을 법적으로 인정해주는 전환점이 되기를 바란다”고 밝혔다.

### 학생인권조례 지지 운동
학생인권조례 성소수자 공동행동에 참여한 그는 학생인권조례안을 지지하였다. 서울시의회 교육위원들은 ‘학생인권조례 철회하세요. 나라 망치는 일입니다’, ‘조례안이 통과되면 학교 현장에서 동성애가 확산될까 염려됩니다’ 등의 내용이 담긴 문자와 이메일을 매일 수십통씩 받았다. 한국장로교총연합회 등 기독교계는 성소수자 조항 등을 이유로 인권조례를 반대해왔으며, 일부 기독교 단체는 인터넷에 시의원들의 이름과 전화번호를 공개하고 반대 의견을 전할 것을 독려했다. 일부는 낙선운동까지 언급하고 있다.
이에 ‘학생인권조례 성소수자 공동행동’의 이종걸 친구사이 사무국장은 “경기도·광주 학생인권조례에 포함된 조항이 서울에서만 빠지면 그 자체로 후퇴이고, 마치 성소수자는 차별해도 된다는 인식을 가져올 것”이라며 “시의원들은 보수단체의 반발 때문에 성소수자 학생들이 차별받는 현실을 외면해선 안 된다”고 지적했다.

### 군대 내 성소수자 차별 반대운동
2012년 5월 16일 오전 군 관련 성소수자 인권침해·차별신고 및 지원을 위한 네트워크, 성소수자 차별반대 무지개행동 등 시민사회단체들은 광화문광장에서 기자회견을 열고 군형법 제92조 6항 폐지를 위한 1만인 입법청원운동 돌입을 선언하는데 참여하였다.
한국게이인권운동단체 친구사이의 이종걸 사무국장은 “청원법에 따라 청원서를 모아 폐지 의견서와 함께 6월 19일까지 국회에 전달할 것”이라고 밝혔다.

### 시민사회 운동
6월 4일 오후 정동 프란치스코 교육회관에서 열린 서울시 '인권기본조례' 제정을 앞두고, 조례안에 대한 공청회에 참여하였다. 이때 제1장 총칙 제6조 '인권존중 및 차별금지'에서 차별금지 사유를 명시하지 않은 것도 논란이 됐다. 이종걸 게이인권운동단체 '친구사이' 사무국장은 "모든 시민은 인권을 존중받으며, 헌법과 국가인권위원회법 등 기타관계 법령에서 금지하는 차별을 받지 아니한다'고 했는데, 국가인권위법에 포함되지 않는 차별금지 사유도 있다"면서 "이 지점에 대해 명확한 의견을 냈으면 한다"고 주장했다. 민진 인권교육센터 '들' 활동가 또한 "포괄적인 사항만 써서는 조례가 구속력을 가질 수 없다"면서 "보다 구체적으로 수정해야 한다고 전했다.
2012년 7월 24일 서울시청에서 열린 ‘함께 만드는 인권도시 서울 청책워크숍’에 참석하였다.
2013년 2월 인권포럼 주최로 열린 ‘성소수자 운동, TV와 어떻게 만날 것인가’ 세미나에 참석하였다. 이때 “성소수자가 등장하는 TV의 기획들이 낯설지만은 않은 시점에서 성소수자들을 둘러싼 말들이 TV를 어떻게 타고 흐르는지 면밀하게 살펴봐야 한다”는 목소리도 나와 편견의 진원지가 방송이 되고 있는 것으로 평가됐다. 이종걸 한국게이인권운동단체 친구사이 사무국장은 “방송 주 시청자를 이성애자로 설정하고 다루려다 보니 프로그램에서는 성소수자를 낯선 존재, 색다른 존재로 다뤄왔다”며 “다른 점이 있다는 것을 특이하고, 거리감 있게 보여주니 좀 더 오해나 편견이 쌓이고 있다”고 말했다.
2013년 8월 8일 영화감독 김조광수와 영화인 김승환의 결혼식에 참석했다. 그는 "포괄적인 차별 금지법 재정을 통해서 우리 사회를 좀더 차별을 뛰어넘는 사회로 나갈 수 있도록 해야 한다"고 소감을 밝혔다.

## 약력
- 2003년 친구사이 활동가
- 2003년 지-보이스 합창단원
- 친구사이 상근간사
- 2010년 친구사이 인권팀장
- 2011년 친구사이 사무국장

## 평론과 관점

### 동성결혼 허용론
2012년 이후 동성결혼 합법화론이 대두되자 그도 지지자의 한 사람으로 활동하였다. 2013년 5월 이종걸 친구사이 사무국장은 김조광수 감독의 동성결혼 발표에 대해 "이미 전세계적으로 10여개 국가가 동성결혼을 합법화하고 있다"며 "한국도 이제 성소수자가 가족을 구성할 권리를 인정해야 한다"고 밝혔다. 이어 "게이로서 당당하게 자신의 파트너를 소개하고 그와 함께 평생을 함께 한다는 약속을 국민들 앞에 발표한 것은 성소수자에게는 자긍심을 얻을 수 있는 기회가 됐다"며 김조 감독의 결혼 발표에 대해 평가했다.
그는 또 "헌법에 보면 행복추구권이 존재하고 누구나 평등할 권리가 있다는 헌법의 논리를 가져온다면 충분히 동성결혼도 가능할 수 있는 것"이라 보았다.
이종걸은 동성 부부에게 연금보험이나 부부 관련 혜택이 존재하지 않음을 문제점으로 지적했다. 2012년 당시의 현행법으로 동성부부는 사실혼 관계에 준하기 때문에 부부형으로 연금상품 등을 가입할 수 없고 상속대상자로 지정할 수 없다. 그러나 수익자 지정은 가능하다. 보험업계 관계자는 “사실혼 상태에서 수익자 지정 특약가입 시 본인이 인감증명을 떼어 확인을 철저하게 한다. 보험범죄 등 악용의 소지가 있기 때문”이라고 말했다.
그는 “동성애자들의 경우 연금보험이나 의료보험 등을 꼬박꼬박 붓고 있지만 ‘내가 죽고 나면 이 돈이 누구에게 갈까’하는 생각이 들면 우울해진다”면서 “현재 건강보험, 암보험, 연금보험 등의 경우 동성커플은 사망 시 서로를 수익자로 지정하려면 관계란에 ‘친구’로 하고 보험계약 건별로 일일이 서명해 수익자를 변경해야 하는 어려움이 있다“고 밝혔다.

### 가족 관점에 대한 비판
그는 다른 사람의 가정에 대해 제3자가 비정상적인 가족으로 잣대를 들이대고 단죄하는 것을 잘못이라고 지적했다. 2012년 5월 오마이뉴스와의 인터뷰에서 그는 "비정상 가족'이라는 말을 들으면 부정적인 느낌이 먼저 들기 마련"이라며 '비정상 가족'은 "정상 가족이란 개념을 스스로 떨쳐버리고 사회적으로 정해져 있는 가족의 틀을 벗어난 가족 형태를 말한다"고 말했다.
그는 "1인 가족, 한부모 가족, 동성애 가족, 장애인 공동체 등. 사람들이 보기에 '비정상 가족'이면 어때요? 오히려 우리는 열심히 살고 있다는 당당함을 보여주고 있다고 생각합니다. 정상 가족이 되고 싶다는 욕구가 아니라 '우리도 하나의 가족으로 잘살고 있다'는 것을 반어법으로 표현한 것이에요."고 주장했다.
그는 또 "결혼하지 않고도 아이를 낳을 수 있고, 키울 수 있는데 이런 가족 형태를 비정상적으로만 바라 본다"며 고개를 끄덕였다. 이미 사회에는 다양한 가족이 있는데, 많은 사람들이 혈연 중심의 관계만 가족으로 생각한다는 이야기다. "가족이라고 구분 지을 수 있는 나름의 원칙은 '같이 살고 싶은 사람들'이라는 거예요. 누구는 그것이 혈연이 될 수 있고, 누구는 정서적인 애정 관계, 편안한 친구 관계 같은 것이 될 수도 있습니다. 사람마다 다를 수 있다는 것이죠. 이제는 본인 스스로 누구랑 같이 살고 싶은지 고민하면서, 스스로 가족의 의미를 찾아가야 한다고 생각해요." 라고 주장하였다.

### 파트너십 제도 도입론
오마이뉴스와의 인터뷰에서 그는 "파트너십은 둘 사이의 계약관계지 법적인 혼인 관계는 아니다"라고 밝혔다. 그에 의하면 "상속도 현행 가족 중심으로 돼 있습니다. 함께 산 파트너에게 상속하고 싶은데, 자신과 친분 관계가 없는 형제자매에게 유류분이 돌아가는 경우도 있습니다. 또, 현실적으로 '사실혼'이 인정되지 않는 것도 문제입니다. 지난 2003년, 20년 동안 같이 살았던 레즈비언 커플이 재산분할청구를 하려고 사실혼 관계 인정을 요청했는데 되지 않았습니다. 파트너십 제도가 생기면 이런 문제들이 해결될 수 있다고 봅니다." 라고 주장했다. 그는 사실혼 제도를 인정하는 방안의 하나로 파트너십 제도를 도입할 것을 역설하였다.
또, 그는 동성애자들의 만남 장소를 운영했다는 이유로 무조건 처벌하는 것 역시 비판하였다. 2013년 8월 15일 서울 강남경찰서는 동성애자를 위한 휴게방을 운영하던 김아무개(48)씨를 음란행위를 알선하고 신고하지 않은 샤워시설을 설치한 혐의(풍속영업의 규제에 관한 법률 위반 등)로 불구속 입건했다고 밝혔다.
본인도 동성애자인 업주 김씨는 15일 <한겨레>와 만나 “동성애자들끼리 자유롭게 만날 수 있도록 한 것은 맞지만 성매매를 알선한 적은 없다. 돈 거래나 폭력은 금지하고 있다. 세금도 꼬박꼬박 낸다”며 “우리 업소가 정당하다고만 말할 생각은 없지만 이전까지 동성애자들은 남산이나 고속터미널 화장실에서 만나왔다. 동성애자들이 다른 사람의 시선을 의식하지 않고 만날 공간을 마련한 것 뿐”이라고 말했다. 김씨는 “법을 어긴 부분이 있다면 처분을 받겠지만 동성애와 관련있다고 비판하는 것은 우리 같은 업소가 더 숨어드는 결과를 가져올 뿐이다. 동성애에 대한 사회적 시선이 달라져서 더 개방적으로 이들이 만날 수 있는 환경이 만들어졌으면 좋겠다”고 덧붙였다. 이에 이종걸은 “외국은 게이 클럽 등을 관광상품으로 개발도 하는데 한국 사회의 인식은 거기에 한참 못 미친다. 폐쇄적인 인식 때문에 게이들의 문화나 삶이 개방적으로 이뤄지지 못하고 있다”고 지적했다.

### 동성애 혐오 비판
사회 전반에 걸친 동성애에 대한 편견을 바로잡는 게 급선무라는 지적도 있다. 2012년 5월 서울에서 게이라는 이유로 신원불명의 남성들에게 무차별 폭행을 당하는 일이 속출하였다. 이때 남성 동성애자 인권모임인 ‘친구사이’ 이종걸 사무국장은 “기독교계가 공공연히 동성애 혐오를 드러내면서 동성애자를 치료해야 한다는 식으로 얘기하고 있는데 이는 잘못된 행동”이라고 말했다. “동성결혼 지지” 선언을 한 버락 오바마 미국 대통령에 대한 한국 보수 기독교계의 비난이 동성애를 ‘질병’으로 보는 시각에서 비롯했다는 것이다. 그는 기독교계의 동성애 혐오, 질병 취급 시각을 고치는 것이 일부 성소수자들에 대한 무차별 폭행을 완화시키는 방법으로 전망했다.
그는 일각의 동성애 혐오로 동성애자들이 쉽게 나설 수 없는 점도 지적했다. 2012년 7월 24일 서울시청에서 열린 ‘함께 만드는 인권도시 서울 청책워크숍’에서 그는 “인권실태조사에서 성 소수자는 자신을 드러내기 힘든 실정.”이라며 “서울시장이 성소수자 축제인 퀴어문화제에 참여하거나 격려 메시지를 보낸다면 큰 힘이 될 것 같다. 서울시는 인권조례에 성 소수자의 권리 부분을 최대한 많이 반영해야 한다”고 목소리를 높였다.

## 같이 보기
- 친구사이
- 김조광수
- 이송희일
- 정욜
- 홍석천
- 하리수
- 이시연
- 곽이경
- 장병권

## 참고 자료
- ‘인아’보고 게이되면 ‘공신’보면 서울대 가나? 한겨레신문 2010.10.29
- "친구 잃을지도 모르는 고백해야 할까요?" 오마이뉴스 2011.06.08
- 퀴어 버스 타러 가요 한겨레21 2011년 7월호 (제867호)
- 30년 같이 산 남편이 '게이'라고 한다면 오마이뉴스 2011.07.20
- 우리가 종북게이라고? 변태라고?… "반사!" 한국일보 2013.05.31
- 사랑하는 커플, '유언장' 쓰면 더 행복해진다 오마이뉴스 2011.08.10
- 참, 어려운 말 "나, 에이즈에 걸렸어" 오마이뉴스 2011.08.31
- "영화 제작, 커밍아웃 덕에 가능했던 일" 오마이뉴스 2012.06.27
- "하나님을 믿는 나...동성애인 떠나야 할까요"

## 참조
1. 1 2  오물 뒤집어쓰고도 당당히 노래했어요 한겨레 2013.10.04
2. ↑  '작은 게이'들 고개를 들다 한국일보 2010.10.13
3. 1 2  동성애자들의 용기 있는 하모니 보관됨 2013-12-12 - 웨이백 머신 시사 IN 2010.10.16
4. ↑  청소년 관람불가 판정 철회 요구하는 영화 '친구사이?' 연합뉴스 2010.02.04
5. 1 2  동성애 드라마 인기에 찬반 논란 '시끌시끌' 보관됨 2013-12-12 - 웨이백 머신 충청일보 2010.05.13
6. ↑  텔레비전 커밍아웃! 한겨레 21 2010년 5월호 (제810호)
7. 1 2  ‘동성애 반대’ 광고 진짜 목표는 ‘차별금지법’ 저지? 한겨레신문 2010.10.29
8. 1 2 3 4  성소수자 차별금지 조항 반대에…:흔들리는 ‘서울학생인권조례’ 한겨레신문 2011.11.21
9. ↑  '뱃살' 김 부장, '마초' 이 과장, '소심' 박 대리…"다 게이래!" 프레시안 2011.04.22
10. 1 2 3  서울대 미대생 '反동성애' 졸업작품 시끌시끌 보관됨 2012-01-15 - 웨이백 머신 한국일보 2011.12.05
11. 1 2  인권위 10주년, 인권단체 “현병철 위원장 사퇴하라” 참세상 2011.11.25
12. 1 2  인권단체 활동가 내쫓은 국가인권위원회 장애인신문 2011.11.25
13. 1 2  인권단체가 선정한 ‘올해 인권뉴스’ 1위는 경향신문 2011.12.08
14. 1 2  "19대 국회, 성소수자 위한 법과 제도 마련해야" 머니투데이 2012.04.03
15. 1 2  총선 앞두고 시민단체들 요구 '봇물' 머니투데이 2012.04.03
16. ↑  인권단체 “환영”…보수 기독단체 “반대” 한겨레신문 2012.05.10
17. 1 2  “존재 자체가 인권 억압인 ‘동성애처벌법’ 폐지하라” 미디어스 2013.05.16
18. 1 2  '두루뭉술' 인권조례, 박원순 없이도 잘 작동하려면 오마이뉴스 2012.06.04
19. 1 2  박원순 서울시장 “인권감수성 높일 수 있는 정책 필요”
20. 1 2 3  ‘우리와 그들’ 미디어가 쳐 놓은 장벽 PD저널 2013.05.30
21. ↑  김조광수, 국내 최초 동성간 공개 결혼…파장은? KBS 2013.09.07
22. 1 2  성소수자 단체 "동성애 처벌법 `군형법 92조의 6` 폐지하라" 보관됨 2013-12-12 - 웨이백 머신 뉴스1 2013.05.16
23. ↑  "우리도 사랑"…동성결혼 합법화 논란 뉴스와이 2013.09.22
24. 1 2  ‘동성부부’ 보험혜택에 쏠린 눈
25. 1 2 3 4 5 6 7
26. 1 2 3  ‘동성애자 휴게방’ 운영업자 불구속 입건 한겨레 2013.08.15
27. 1 2  한밤의 ‘묻지마 폭행’…성소수자라는 이유만으로 한겨레신문 2012.05.17